# L'Heure zéro
L'Heure zéro är en fransk film från 2007 i regi av Pascal Thomas med François Morel, Danielle Darrieux och Melvil Poupaud i huvudrollerna. Det är en bearbetning av romanen Klockan K från 1944 av Agatha Christie.

## Handling
Hemma hos sin moster, den extremt förmögna fru Camilla Tressilian, får Guillaume Neuville den absurda idén att sammanföra sin fru Caroline med hans ex-fru Aude. Camilla, som är motvillig till detta riskabla initiativ, går ändå med på att ta emot alla dessa människor i sin egendom i Bretagne.
Närvarande är också Marie-Adeline, Camillas sekreterare, Maître Trevoz, domare och vän till Camilla, Fred Latimer, en vän till Caroline, Thomas Rondeau, en gammal vän. De är alla samlade på herrgården Pointe aux Mouettes, Camillas överdådiga hem.
Men stämningen blir ännu iskallare när hembiträdet tidigt på morgonen med fasa upptäcker att Camilla Tressilian blivit brutalt mördad i sin säng, med skallen krossad.
Arv? Passionsbrott? Hat? Uppsåt? Ett infall? Allt är möjligt. Kommissionär Martin Bataille måste dock agera snabbt, eftersom ödestimmen närmar sig.

## Produktion
Filmen spelades bland annat in i Dinard, Cancale, Lancieux, Dinan och i Poitou-Charentes.
Regissören Pascal Thomas spelar den lilla rollen som rättsläkaren, som ansvarar för att undersöka Charles Trevez lik.

## Rollista
- François Morel -  Inspektör Martin Bataille
- Danielle Darrieux - Camilla Tressilian
- Melvil Poupaud - Guillaume Neuville
- Laura Smet - Caroline Neuville
- Chiara Mastroianni - Aude Neuville
- Alessandra Martines - Marie-Adeline
- Clément Thomas - Thomas Rondeau
- Xavier Thiam - Frédéric Latimer
- Hervé Pierre - Ange Werther
- Vania Plemiannikov - Pierre Leca
- Jacques Sereys - Charles Trevoz
- Valériane de Villeneuve - Emma
- Paul Minthe - Heurtebise
- Carmen Durand - Barrette
- Dominique Reymond - Madame Geoffroy